# Aușel sprâncenat
Aușelul sprâncenat (Regulus ignicapilla) este o pasăre paseriformă foarte mică din familia regulidelor. Se reproduce în cea mai mare parte a Europei temperate și în nord-vestul Africii și este parțial migratoare, păsările din Europa centrală iernând la sud și la vest de aria lor de reproducere.